# Marquesado de Casa Desbrull
El marquesado de Casa Desbrull es un título nobiliario español creado el 25 de noviembre de 1760 por el rey Carlos III a favor de Francisco Sureda de Sant Martí y Zaforteza.

## Marqueses de Casa Desbrull
|                                                               | Titular                                                       | Periodo                                                       |
| Creación por Archiduque Carlos de Austria                     | Creación por Archiduque Carlos de Austria                     | Creación por Archiduque Carlos de Austria                     |
| Marqueses de Villafranca de Sant Martí (antigua denominación) | Marqueses de Villafranca de Sant Martí (antigua denominación) | Marqueses de Villafranca de Sant Martí (antigua denominación) |
| ------------------------------------------------------------- | ------------------------------------------------------------- | ------------------------------------------------------------- |
| I                                                             | Francisco Sureda de Sant Martí y Zaforteza                    | 1708-                                                         |
| Reconocido por Carlos III                                     |                                                               |                                                               |
| II                                                            | Salvador de Sureda de Sant Martí y Cotoner                    | 1760-1791                                                     |
| III                                                           | Mariano Sureda Desbrull                                       | 1794-1819                                                     |
| IV                                                            | Antonio Desbrull Font de Roqueta                              | 1819-1820                                                     |
| Marqueses de Casa Desbrull (actual denominación)              |                                                               |                                                               |
| IV                                                            | Antonio Desbrull Font de Roqueta                              | 1820- ?                                                       |
| VII                                                           | Mariano Villalonga Togores                                    | ?-1869                                                        |
| Rehabilitación por Alfonso XIII                               |                                                               |                                                               |
| VIII                                                          | José Francisco de Villalonga y Zaforteza                      | 1910-1927                                                     |
| IX                                                            | Nicolás de Villalonga y Cotoner                               | 1927-1956                                                     |
| X                                                             | Fernando de Villalonga y Truyols                              | 1956-2018                                                     |
| XI                                                            | Nicolás de Villalonga y Villalonga                            | 2018-Actual titular                                           |

## Historia de los Marqueses de Casa Desbrull
- Francisco Sureda de Sant Martí Zaforteza, I marqués de Villafranca de Sant Martí

- Salvador de Sureda de Sant Martí (.-1791), II marqués de Villafranca de Sant Martí. Le sucedió, en 1794:

- Mariano Sureda Desbrull (n. en 1775), III marqués de Villafranca de Sant Martí. Le sucedió, en 1819:

- Antonio Desbrull Font de Roqueta, IV marqués de Villafranca de Sant Martí (antigua denominación), IV marqués de Casa Desbrull al ser cambiada, en 1820, la denominación original.

- Mariano Villalonga Togores, VII marqués de Casa Desbrull.

Rehabilitado en 1910 por:
- José Francisco de Villalonga y Zaforteza, VIII marqués de Casa Desbrull.

1. Casó con María de los Dolores Cotoner y de Verí. Le sucedió, en 1927, su hijo:

- Nicolás de Villalonga y Cotoner, IX marqués de Casa Desbrull.

1. Casó con María de las Mercedes Truyols y Villalonga. Le sucedió, en 1956, su hijo:

- Fernando de Villalonga y Truyols, X marqués de Casa Desbrull.

1. Casó con María del Carmen de Villalonga Despujol.

- Nicolás de Villalonga y Villalonga, XI marqués de Casa Desbrull.

1. Casó con Marta Zaforteza Dezcallar.